# Cucumis prophetarum
Cucumis prophetarum är en gurkväxtart som beskrevs av Carl von Linné. Cucumis prophetarum ingår i släktet gurkor, och familjen gurkväxter.

## Underarter
Arten delas in i följande underarter:
- C. p. dissectus
- C. p. prophetarum